# 전영수 (성우)
전영수(1976년 4월 14일 ~ )는 대한민국의 성우로, 2007년 GS홈쇼핑 1기 공채 성우였다가, 2013년 한국방송 성우극회 38기 공채로 입사했다.

## 출연 목록

### 애니메이션
- 립체인저(카툰 네트워크) - 재키
- 명탐정 코난 18기(투니버스) -  미도희
- 몬스터 탑(KBS) - 로라, 트라키
- 롯데월드 3D 애니메이션 원피스 - 루피
- 마법여우 주비(SBS) - 주비
- 헬로 카봇 붐바(SBS) -  라란자
- 디지몬 고스트 게임(재능TV) - 릴리스몬

### 외화
- 나의 그리스식 웨딩 2(KBS) - 해리엇(피오나 레이드) / 이웃집 아줌마 / 툴라의 할머니
- 닥터후 시즌 10(KBS) - 헤더(스테파니 히암,1화,12화) / 에리카(레이첼 데닝,7화)
- 리썰 웨폰(KBS) - 칼슨(엘런 홀먼,3화) / 나디아(13화)
- 브렉시트: 치열한 전쟁(KBS) - 루시 토마스(헨리에타 클레메트) / 도미닉 커밍스의 아내(리즈 화이트)
- 월요일이 사라졌다(KBS) - 의사(세실리 모슬리)

### 방송 영화
- 영화 '가문의 부활' - 기자
- 영화 '막걸리가 알려줄거야' - 숭이
- CF  실외기없는 에어컨, 글라스박스 등
- MBC “아주 특별한 아침”- 안내방송의 다양한 세계 (성우) 등
- GS SHOP 홈쇼핑 생방송

### 행사 진행
- '찬양의 교향악' 연주회
- KB 국민은행 2011 전국 부점장 전략회의 시상식
- SNS 3분 영화제 액션배우 진행

### 게임
- 라이엇 게임즈 리그 오브 레전드(LOL)  - 소나, 케넨, 카타리나, 누누와 윌럼프, 구 뽀삐
- 프린세스 메이커 4 - 딸
- 그녀의 기사단 2 - 글로리아
- 러스티하츠(녹슨심장) - 아멜리아, 에이프릴
- 맨타 옴니버스 - 옐로우 호키, 아이 몽, 커밍 판이, 쪼우공주
- 블러드라인 - 루시, 루루티아, 전쟁의 여신 등
- 체인 크로니클 - 장영실, 지아코모, 파프리카 등
- 엔씨소프트 블레이드 앤 소울 - 점순이, 돼지 등
- 엘소드 - 한나, 바네사, 루리엘, 클로에
- 원신 - 캔디스
- 타르타로스 온라인 - 이실리아, 미미, 나나, 로벨리아 등
- 파이터스 클럽 – 케이오지 밍밍
- 아틀란티카
- 풍림화산
- 군주
- 타임 앤 테일즈
- 썬
- 인티브소프트
- 창천 온라인
- 네드
- 에이카
- 지투지 엔터테인먼트 "오르카"
- 가온게임즈
- 진 삼국무쌍 온라인
- 기동전사 건담 해후의 우주
- 마법 천자문 DS
- 그랜드피셔
- 골프존
- 노바 2
- 뿌우 온라인
- 휴먼 미디어 티치
- 라그나로크 2
- 거울전쟁 신성부활

### 내레이션
- KBS 생활의 발견
- KBS 굿모닝 대한민국
- KBS TV 책을 보다
- KBS 파노라마 더빙 등 다수
- tvN 줄 서는 식당

### 방송
- 2021년 MBC 생방송 행복드림 로또 6/45 - 게스트 988회
- 2021년 MBC에브리원 떡볶이집 그- 오빠 -게스트 6회

### 기타
- 넷플릭스 오징어 게임 - 게임안내 성우 역